# Libro di Naum

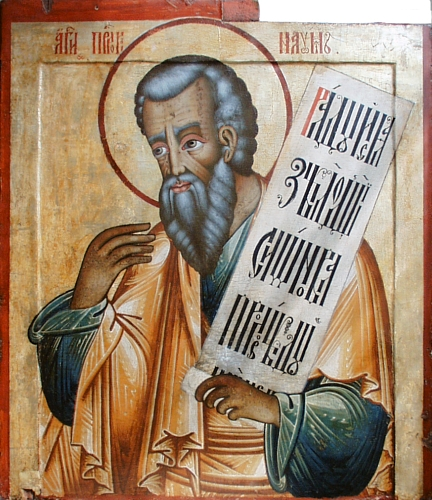
Naum e il suo libro in un'iconostasi russa del XVIII secolo

Il Libro di Naum (ebraico נחום, nahùm; greco Ναούμ, naúm; latino Nahum) è un testo contenuto nella Bibbia ebraica (Tanakh) e cristiana.
È scritto in ebraico e la redazione del libro è avvenuta nel
Regno di Giuda in un periodo imprecisato tra il 663 e 612 a.C.
È composto da 3 capitoli e contiene vari oracoli del profeta Naum, con in particolare profezie sulla conquista e distruzione di Ninive, capitale degli Assiri, che minacciavano gli Ebrei.

## Data e carattere del libro
Il libro contiene alcuni gruppi di composizioni poetiche, tutti indirizzati contro l'Assiria e la sua capitale Ninive. Naum, autore dei detti e delle composizioni, era probabilmente un profeta cultuale e un "portavoce" del culto di Gerusalemme al servizio del re giudaico Giosia.
I detti del profeta annunciano la caduta di Ninive, la capitale del nemico principale della Giudea, avvenuta nel 612 a.C.
Si tratta di profezie cultuali enunciate contro le nazioni straniere. È una delle forme classiche e più antiche della profezia nel Medio Oriente in generale. Lo scopo era quello di appoggiare lo sforzo del re per la rinascita e liberazione del paese dal giogo assiro. Il nemico del popolo è inteso e descritto come il nemico di Dio, e con ciò nemico della creazione e dell'ordine. Il nemico, che finora per lunghi anni opprimeva Israele, ora riceve la sua ricompensa: Dio lo tratta così, come egli aveva trattato i suoi nemici. A volte le parole di Naum sanno quasi di sadico e crudele, il che deriva dalla identificazione di Assiria con il nemico di Dio.

## Struttura e contenuto
Il libro di Naum è un insieme di composizioni poetiche:
- 1,2-8 -- Un inno acrostico (tutti i versi cominciano con le lettere dell'alfabeto ebraico; qui l'acrostico non è però perfetto). L'inno presenta la teofania del Dio-guerriero, Dio nazionale, usando degli attributi conosciuti dall'antica tradizione. Il Dio-guerriero esce in guerra per il suo popolo.
- 1,9-15—Tre brevi detti, probabilmente frammenti di detti profetici cultuali.
- 2,1-13—Il canto che annuncia la caduta di Ninive.
- 3,1-19—La descrizione della caduta di Ninive.